# Ishidaella pettimolua
Ishidaella pettimolua är en insektsart som beskrevs av George Willis Kirkaldy 1906. Ishidaella pettimolua ingår i släktet Ishidaella och familjen dvärgstritar. Inga underarter finns listade i Catalogue of Life.